# Circle (Montana)
Circle é uma cidade  localizada no estado americano de Montana, no Condado de McCone.

## Demografia
Segundo o censo americano de 2000, a sua população era de 644 habitantes.
Em 2006, foi estimada uma população de 569, um decréscimo de 75 (-11.6%).

## Geografia
De acordo com o United States Census Bureau tem uma área de
2,0 km², dos quais 2,0 km² cobertos por terra e 0,0 km² cobertos por água. Circle localiza-se a aproximadamente 740 m acima do nível do mar.

## Localidades na vizinhança
O diagrama seguinte representa as localidades num raio de 76 km ao redor de Circle.